# William F. Hooley

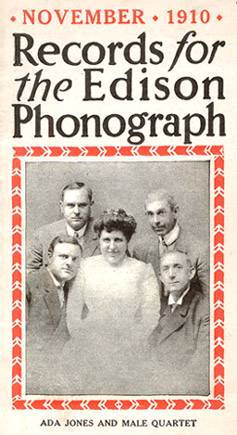
William F. Hooley (rechts unten, 1910)

William Francis Hooley (* 16. April 1861 in London; † 12. Oktober 1918 in New York City) war ein US-amerikanischer Sänger (Bass), der als Mitglied des Haden Quartet (1898–1914) und des American Quartet (1909–1918) an zahlreichen Plattenaufnahmen mitwirkte.

## Leben
Hooley kam mit seiner Familie 1868 in die USA. Er wuchs in Lynn (Massachusetts) auf und erlernte das Schuhmacherhandwerk. 1886 ging er nach New York, um Sänger zu werden. Er nahm Gesangsunterricht und trat dann in Operetten (u. a. mit der Victor Light Opera Company) und Gleeclubs auf und sang in Kirchen- und Synagogenchören. Um 1896 wurde er Mitglied des Edison Quartet (mit John H. Bieling, S. H. Dudley und Jere Mahoney), das bei Edison Records und unter dem Namen Haden Quartet auch bei anderen Labels aufnahm. 1898 war er zudem auch einer der drei Hauptsolisten (neben Dudley und Roger Harding) bei der Excelsior Phonograph Company.
Beim Label Berliner nahm er 1898 Gabriel Faurés The Palms und Arthur Sullivans The Lost Chord auf, im Folgejahr als Rezitator auch Monologe wie Sermon on the Mount, Mother Goose Rhymes und Death and Burial of Cock Robin. Mit John C. Havens und Estella Louise Mann bildete er 1899 das Original Lyric Trio; unter dem gleichen Namen, aber mit Grace Spencer und Harry Macdonough entstanden zwischen 1900 und 1903 Aufnahmen bei Berliner und Victor Records. Als Sprecher führte er bei Eldridge R. Johnson’s Consolidated Talking Machine Company in Aufnahmen des Hayden Quartet, der Georgia Minstrels und anderer ein und rezitierte u. a. Lincoln’s Speech at Gettysburg und Gladstone’s Speech on Self-Help; außerdem nahm er mehrere Platten für Kinder auf (u. a. Little Red Riding Hood, Cinderella and the Glass Slipper).
Weiterhin war Hooley Bassist des Orpheus Quartet (mit Harry Macdonough, Lambert Murphy und Reinald Werrenrath), des Heidelberg Quartet, weiterer Ensembles von Victor Records und der Victor Light Opera Company. Seine letzten Aufnahmen mit dem American Quartet entstand im August 1918 wenige Monate vor seinem Tod. Sein Nachfolger im Quartett wurde Donald Chalmers.